# Bromoclorodifluorometano
Il bromoclorodifluorometano , conosciuto anche col nome di Halon 1211 o Freon 12B1 o BCF è un alogenoalcano di formula CBrClF2.
Gli alogenoalcani bromurati furono usati per la prima volta durante la seconda guerra mondiale negli estintori per aerei e carri armati. Questo gas fu introdotto come un efficace agente antincendio gassoso a metà degli anni Sessanta per l'uso intorno a materiali di grande valore in luoghi come musei, sale mainframe e centrali telefoniche. Il bromoclorodifluorometano era anche ampiamente utilizzato nelle industrie marittime, nelle sale macchine delle navi e anche nell'industria dei trasporti nei veicoli. La sua efficienza come agente estinguente l'ha portato anche a essere la scelta predominante su aeromobili commerciali e si trova tipicamente in contenitori cilindrici portatili. Ha una tossicità inferiore rispetto a sostanze chimiche come il tetracloruro di carbonio e, poiché è un composto covalente, non forma ioni conduttivi, quindi utilizzabile su apparecchiature elettriche.

## Sintesi
BCF è sintetizzato commercialmente in un processo in due fasi dal cloroformio. Il cloroformio è fluorurato con acido fluoridrico. Il clorodifluorometano risultante viene quindi fatto reagire con bromo elementare a 400-600 °C, con tempo di reazione limitato a circa 3 secondi. La resa complessiva è superiore al 90%.

## Usi
Il BCF è un eccellente agente estinguente, avendo bassa pressione e agevole liquefacibilità. È inoltre efficace su tutti i comuni tipi di incendi, A, B e C.  È utilizzato principalmente in estintori portatili e su ruote, e in piccole unità di protezione spot per applicazioni di motori marini, ma non è mai stato ampiamente utilizzato in sistemi fissi come il bromotrifluorometano.
Nel suo impiego come refrigerante, il bromoclorodifluorometano è indicato come R-12B1 secondo il sistema di nomenclatura ASHRAE dei refrigeranti.

## Tossicità
Il BCF ha una tossicità abbastanza elevata: la concentrazione letale per un'esposizione di 15 minuti è di circa il 32%.

## Regolamentazione
La produzione di BCF e clorofluorocarburi simili è stata vietata nella maggior parte dei paesi dal 1º gennaio 1994 come parte del Protocollo di Montréal sulle sostanze che riducono lo strato di ozono. Tuttavia, il riciclaggio di Halon 1211 consente di rimanere in uso, sebbene la disponibilità delle parti sia limitata a pochi produttori e possa rappresentare un problema. Il bromoclorodifluorometano è ancora ampiamente usato negli Stati Uniti, nonostante il suo costo elevato, con l'esercito americano che è il maggiore utente, ma l'Europa e l'Australia ne hanno vietato l'uso per applicazioni aeronautiche, militari e di polizia.
La produzione di estintori a bromoclorodifluorometano sarebbe dovuta cessare l'ottobre 2009. Il futuro elenco è ancora in discussione. L'Halotron I, l'agente estinguente sostitutivo, richiede un volume maggiore per ottenere gli stessi valori nominali del bromoclorodifluorometano.